# Toba (Serbia)
Toba (cyr. Тоба) – wieś w Serbii, w Wojwodinie, w okręgu środkowobanackim, w gminie Nova Crnja. W 2011 roku liczyła 518 mieszkańców.